# Капура, Михаил Михайлович
Михаил Михайлович Капура (род. 8 июля 1961, Тбилиси) — российский юрист, с 2005 по 2010 член Совета Федерации Федерального Собрания РФ. Член партии Единая Россия. Доктор юридических наук. Заслуженный юрист Российской Федерации.

## Биография
Родился 8 июля 1961 года.
В 1983 году окончил Саратовский юридический институт им. Д. И. Курского.
Со 2 июня 1993 года — адвокат Московской коллегии адвокатов.
Работал адвокатом в некоммерческой организации «Адвокатская Палата Московской области».

### Сенатор от Республики Калмыкия (2005—2010)
С 23 ноября 2005 года — член Совета Федерации, представитель Главы Республики Калмыкия в Совете Федерации. Срок окончания полномочий — октябрь 2010 года.
В Совете Федерации:
- с декабря 2005 по февраль 2006 — член Комитета по социальной политике.
- с декабря 2005 по май 2007 — член Комиссии по контролю за обеспечением деятельности Совета Федерации.
- с февраля 2006 — член Комитета по правовым и судебным вопросам.
- с сентября 2008 — заместитель председателя Комитета по правовым и судебным вопросам.
- с мая 2007 — заместитель председателя Комиссии по контролю за обеспечением деятельности Совета Федерации.

Также являлся членом комиссии по физической культуре, спорту и развитию олимпийского движения.
В декабре 2008 года, в государственную думу Михаилом Капурой, а также Алексеем Клишиным, Анатолем Лысковым был внесен законопроект, позволяющий адвокату, поступающему на любой вид государственной или муниципальной службы приостанавливать свой статус.
Летом 2010 года Михаил Капура выступал против снижения для партий проходного барьера в Государственную Думу, — «Высокий проходной барьер отсечет карманные однодневные партии, нарисованные лишь на бумаге»".

## Награды, звания
- Ученая степень — доктор юридических наук.
- В 2008 году Капуре присвоено почетное звание «Заслуженный юрист Российской Федерации»[5].
- наградной пистолет ТТ[6]

## Личная жизнь
Женат, имеет дочь Евгению.
Владеет домом в деревне Раздоры, расположенной в нескольких километрах от МКАД в Барвихинском сельском поселении Одинцовского района Московской области. 22 мая 2009 года дом был ограблен.